# Rhacophorus bengkuluensis
Espèce
Rhacophorus bengkuluensis est une espèce d'amphibiens de la famille des Rhacophoridae.

## Répartition
Cette espèce est endémique de l'île de Sumatra en Indonésie. Elle se rencontre dans les provinces de Lampung et de Sumatra du Sud.

## Étymologie
Son nom d'espèce, composé de bengkulu et du suffixe latin -ensis, « qui vit dans, qui habite », lui a été donné en référence au lieu de sa découverte, la province de Bengkulu.

## Publication originale
- Streicher, Hamidy, Harvey, Anders, Shaney, Kurniawan & Smith, 2014 : Mitochondrial DNA reveals a new species of parachuting frog (Rhacophoridae: Rhacophorus) from Sumatra. Zootaxa, no 3878, p. 351–365.